# 尼古拉·谢苗诺维奇·库兹涅佐夫
尼古拉·谢苗诺维奇·库兹涅佐夫（俄语：Никола́й Семёнович Кузнецо́в，1898年—1967年）苏联政治家，曾担任库斯塔奈州委第一书记、北哈萨克斯坦州委第一书记。

## 生平
1898年，出生。1916年，入伍。1917年，入党。1937年，任北哈萨克斯坦州委第一书记。
1938年，被捕。1940年，被判劳改。1947年，获释，安置在林业部。1958年，退休。1967年，去世。